# Castillo de Montsonís
El Castillo de Montsonís se encuentra en la localidad de Montsonís, en el término municipal de Foradada, provincia de Lérida, España. Junto al resto de las fortalezas construidas en la zona, defendió la frontera entre la 'Cataluña Vieja' y la 'Nueva' durante 125 años, hasta la conquista definitiva de Lérida el año 1149.
Se trata de un castillo habitado, por este motivo la bandera sigue ondeando en la Torre del Homenaje y algunas de las habitaciones son de uso privado. De hecho, se trata del primer castillo privado de toda España que se abrió al público.En 2024 se celebra su milenario .

## Historia
Se cree que los castillos de Montsonís y Foradada fueron construidos por Arnal Mir de Tost, para defender las tierras repobladas del valle de Medio Segre, después de los convenios establecidos con los condes de Barcelona y de Urgel. Leemos que el conde de Urgel Ermengol II "El Peregrino" ordena construir una fortaleza, Montsonís, para proteger las tierras recién conquistadas a los musulmanes y repoblar el territorio (año 1024).
Dice P. Sanahuja que el aludido Arnal Mir, el 4 de abril de 1067 da a la iglesia de San Pedro de Ager, varios castillos, entre ellos el de Foradada, con sus términos; castillos que declara haber tomado los sarracenos. El castillo de Montsonís a finales del siglo XI pertenecía a los vizcondes de Ager, descendientes de Arnal Mir de Tost. En 1129, el vizconde Guerau Ponç II de Cabrera, primer vizconde de Ager, daba al abate de Ager (Arnal) los diezmos y primicias y otros derechos del castillo de Montsonís. En el testamento del mismo Guerau Ponç, en 1131, se manifiesta la dependencia que Ferrer, hijo del testador, debía guardar respecto a la abadía agerenca, por este castillo de «Montcenis».

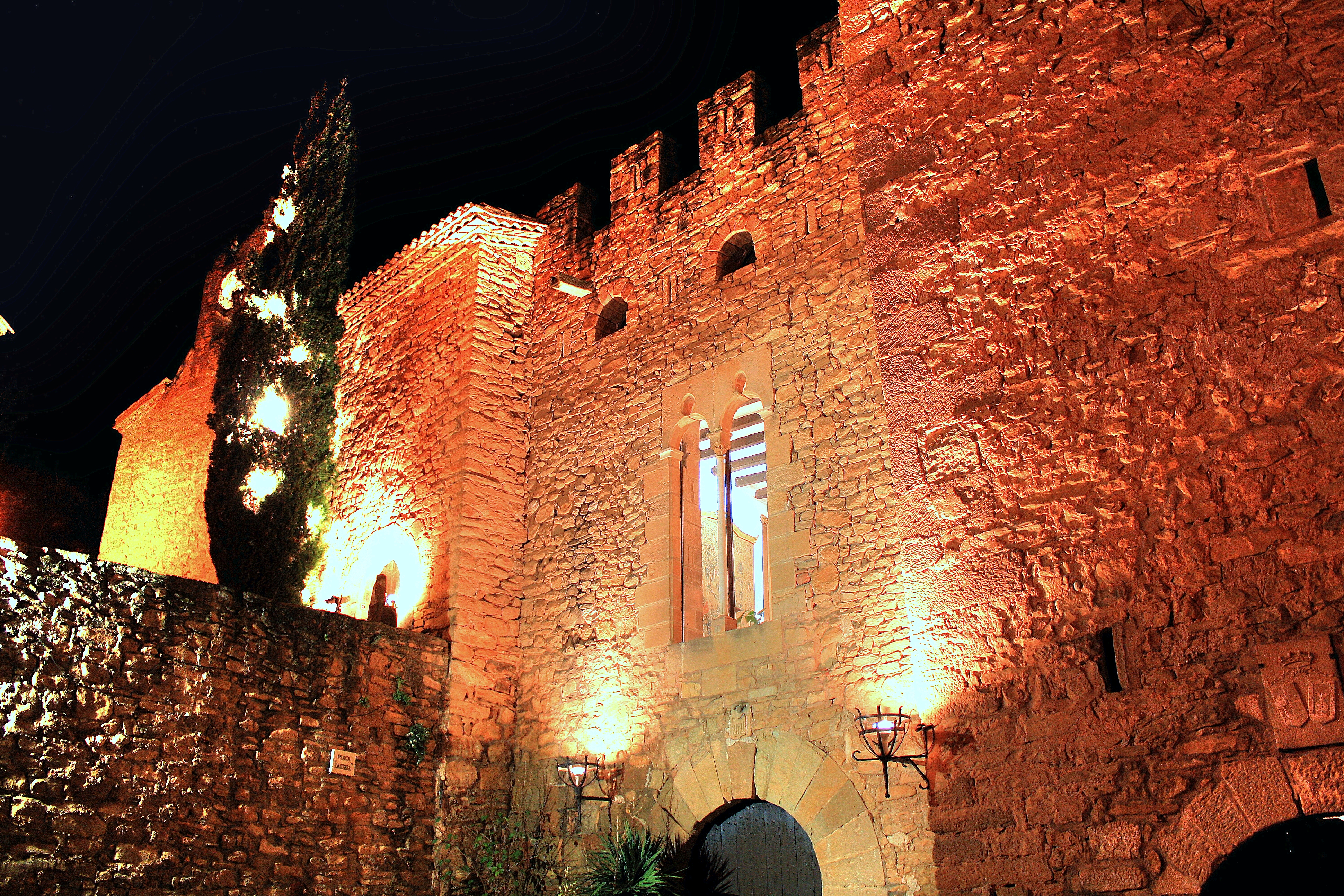
Imagen nocturna del castillo.

La familia de Ramón de Foradada fue beneficiada el 19 de mayo de 1199 por Gombau de Ribelles con la carta de población, y, por otra parte, el 8 de diciembre de 1194, Gombau de Ribelles solicita del soberano Alfonso II de Aragón, la confirmación de la donación a Ponç de Cabrera del derecho reservado en la donación que Ponç Ramón de Cabrera hizo los castillos de Artesa, Montsonís, Foradada y Montclar. Gombau de Ribelles era un hombre propio del conde de Urgel. Arnau de Montsonís fue nombrado en 1330 gobernador del condado de Urgel. Foradada -el topónimo responde al vacío de roca que hay junto al caserío- entró en el juego político de la reina Leonor, segunda esposa del rey Alfonso IV de Aragón, y así queda integrada la localidad en el Marquesado de Camarasa, otorgado al niño Fernando. Rectores de Santa María de Montsonís o «Santa Maria de Montçonís de l'abadiat d'Àger», lo fueron, los años 1377 y 1381, Pere Arnau y Francisco Bartolomé, respectivamente.
A Bernat de Montsonís, finales del siglo XIV, lo sabemos liberado por el conde de Foix durante la incursión que este realizó, el condado de Urgel, a la muerte del rey Juan I. En esa época, Montsonís y Foradada, juntos, sumaban unos 29 fuegos. En 1512, el señor del castillo de Montsonís y Foradada es Francisco de Puentes también llamado Francisco de Montsonís. En 1515 la duquesa de Cardona (Aldonça Anríquez) entregó un certificado «a vos magnífich i bé amat criat nostre Francesch de Monsonís que de tot lo que fins a la present jornada per nos haveu regit, governat i administrat nos tenim de vos per contenta». En agosto de 1589, el señor de Montsonís, Francisco Gilabert, combatía contra el alcalde de Alòs, bandolero nyerro. En el siglo XVII pasó a Rocabruna que a partir de 1835 se convirtieron en barones de Albí. Actualmente pertenece a Carlos de Montoliu y de Carrasco, barón de Albí.
El Diccionario nomenclátor de pueblos y poblados de Cataluña (2.ª ed.; Barcelona, 1964), sitúa Montsonís a 407 metros de altitud, en una colina a la izquierda del río Segre, y señala castillo «del barón del Albi».

## Arquitectura

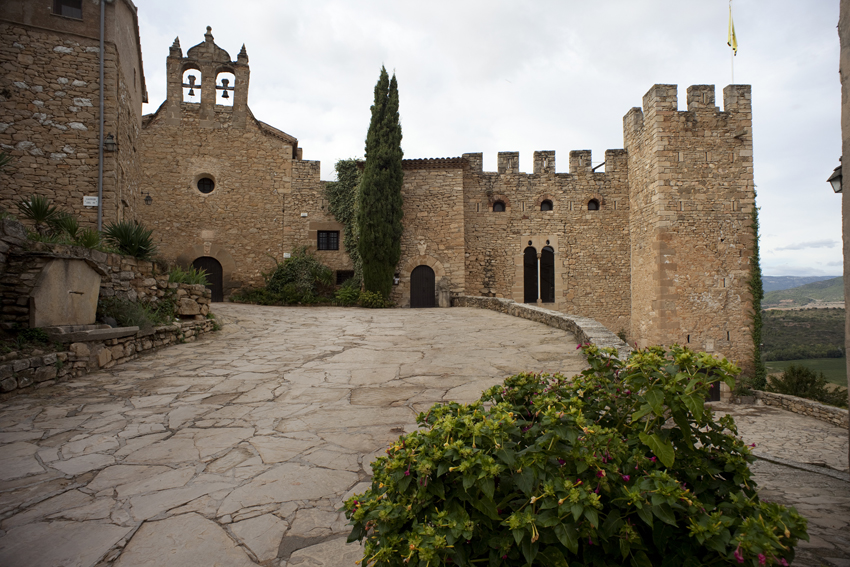
Vista del Castillo de Montsonís.

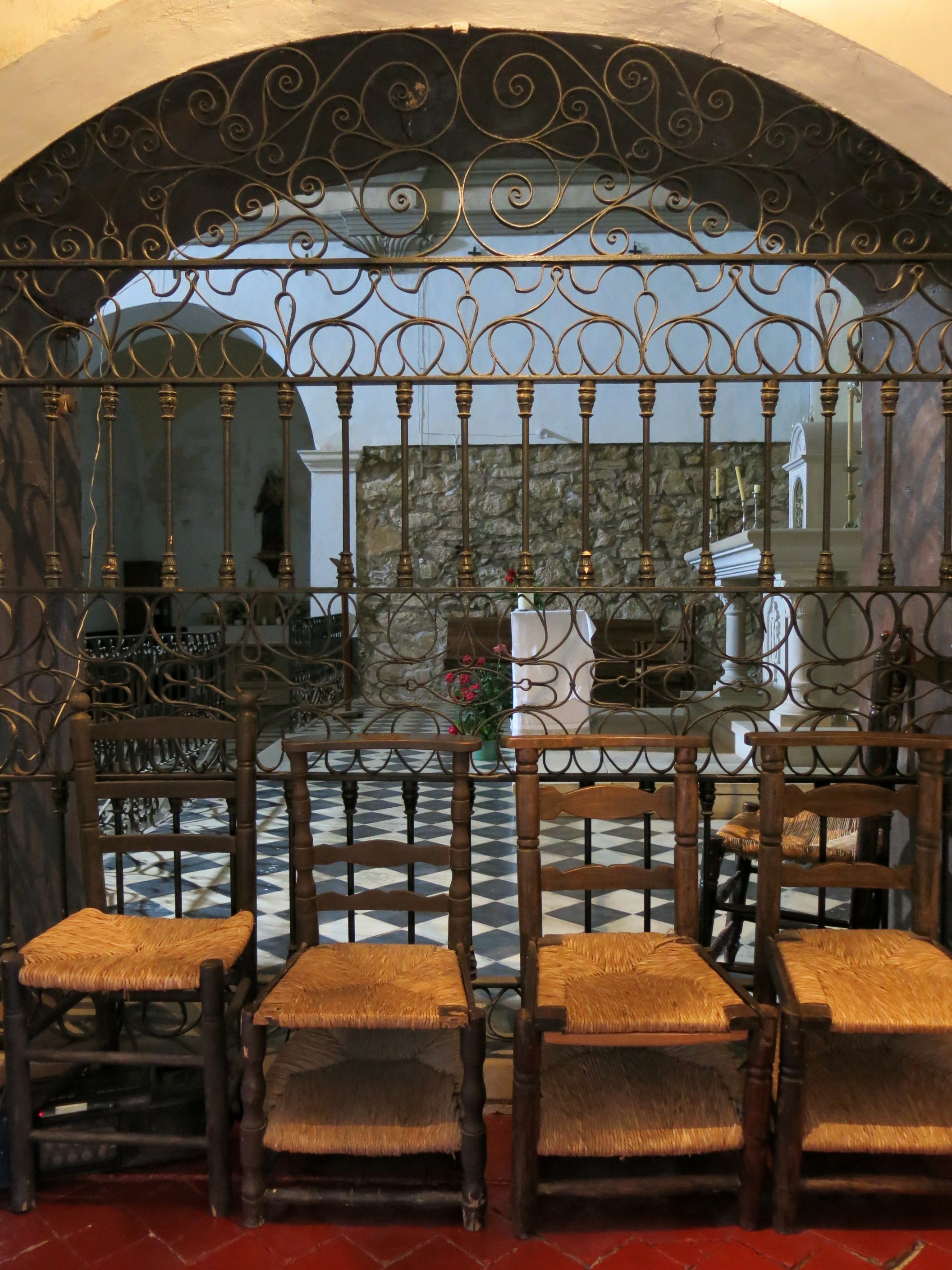
Santa María de Montsonís desde el Castillo

El castillo tiene dos torres cuadradas en la fachada principal con tres portales de acceso, la principal con dovelas de medio punto y con escudos en los dinteles. Hay aberturas ojivales geminadas, aspilleras y ventanales renacentistas.
El actual castillo de Montsonís es el resultado de un proceso constructivo que se inició en el siglo XVI, cuando los barones abandonaron la antigua fortaleza altomedieval y trasladan su residencia en la villa, y no se cierra hasta la actualidad. La primera etapa constructiva fecha de la segunda mitad del siglo XVI, y se trata de la obra realizada a partir de una torre de la antigua muralla de Montsonís. Más tarde en la segunda mitad del siglo XVII, se realizaron obras de reconstrucción del edificio, después de los cinco asaltos que sufrieron el castillo durante la Guerra de los Segadores. A finales del siglo XVIII se construyó la actual iglesia de Montsonís, pegada al castillo, y después de muchos años de abandono y decadencia las obras realizadas en los últimos años por los barones del Albi han dado a la vieja construcción su aspecto actual.